# Latécoère 522
Dimensions
Le Latécoère 522 est un hydravion hexamoteur dérivé du Latécoère 521, construit en un seul exemplaire par la firme Latécoère. 
Il s'agit d'un hydravion transatlantique construit en 1939 et qui sera piloté par Henri Guillaumet, déjà pilote du Lieutenant-de-Vaisseau-Paris. 
Cet exemplaire a été baptisé Ville-de-Saint-Pierre, du nom du seul territoire français pouvant accueillir une base d'hydraviation sur les traversées transatlantiques. Utilisé par la toute jeune compagnie Air France Transatlantique, cet appareil effectuera seulement 4 traversées non commerciales, durant l'année 1939. Après la déclaration de guerre, il est versé dans l'aéronavale et militarisé en prévision de missions de reconnaissance en haute mer. Après l'armistice, il effectue des vols longue distance vers Djibouti et Madagascar aux mains de Paul Codos, avant d'être immobilisé pour révision générale. Il est détruit par les Allemands, lors de leur retraite, en 1944. 